# مرکز والیبال کازان
مرکز والیبال کازان «سن پترزبورگ» یا خانه والیبال کازان (انگلیسی: Kazan Volleyball Centre) سالن اختصاصی باشگاه زنیت کازان که در کازان تاتارستان روسیه قرار دارد.
این ورزشگاه در زمینی به وسعت ۱۳ هزار متر مربع تأسیس شده که شامل دو سالن ورزشی می‌شود. سالن اصلی این ورزشگاه ۵ هزار نفر ظرفیت دارد و ظرفیت سالن کوچک‌تر آن نیز ۷۰۰۰ نفر است. البته این ورزشگاه دارای سالن کنفرانس و باشگاه بدن سازی برای تیم‌های ورزشی نیز هست. این ورزشگاه در مه ۲۰۱۰ تأسیس شد و هزینه ساخت آن حدود ۲۷ میلیون دلار بود. وزرشگاه مذکور منحصراً برای بازی‌های والیبال استفاده می‌شود